# Conon d'Athènes
Pour les articles homonymes, voir Conon.
Conon (en grec ancien Κόνων / Kónôn) est un stratège athénien, né vers 444 av. J.-C. et mort en 390 av. J.-C.

## Famille
Il est le fils de Timothée (Thimothéos), vainqueur d'une épreuve sportive et honoré d'une statue sur l'acropole d'Athènes. Son grand-père, Conon (Konôn), est archonte d'Athènes en -462 ; de plus, il est probablement le descendant d'un certain Conon, ami de Solon. On lui connaît un frère et par là même, un neveu qui va hériter d'une partie de sa fortune. Il épouse en premières noces, une femme de nom inconnu, qui lui donne un fils, Timothée, né vers -415/410. Conon épouse en secondes noces une princesse de Salamine, dont le nom est également inconnu, qui lui donne un fils, peut-être nommé Cratinos.

## Biographie
Conon assure plusieurs commandements lors de la guerre du Péloponnèse, et commande une flotte en 413. Après la disgrâce d'Alcibiade en 407, il prend le commandement général de la flotte athénienne. Alors qu'il est assiégé à Mytilène par le navarque spartiate Callicratidas en 406, l'expédition destinée à le secourir donne lieu à la bataille navale des Arginuses. En 405, à Aigos Potamos, il réussit seul à s'échapper avec huit trières et s'enfuit à Chypre auprès du roi Évagoras. Il réussit à intriguer auprès des Perses et obtient le commandement d'une flotte avec le satrape Pharnabaze. Il remporte la victoire de Cnide sur la flotte spartiate en 394, chasse les Lacédémoniens de la mer Égée et s'empare de Cythère.
Il retourne à Athènes en triomphateur en 393 et relève les Longs Murs détruits par les Spartiates,. Les Athéniens lui érigent alors une statue sur l'Agora. Il est le premier à bénéficier de ce privilège depuis Harmodios et Aristogiton.
Sa grande œuvre, le redressement d'Athènes (qu'il s'était promis d'accomplir en fuyant Aigos Potamos), signe également sa fin, puisque les Perses changent d'alliance, Sparte acceptant de reconnaître l'autorité du roi perse sur les Grecs d'Asie Mineure. Après son retour à Athènes en 393, Conon est envoyé à Sardes à la tête d'une ambassade chargée de contrer une mission spartiate auprès du satrape Tiribaze. Il est fait prisonnier par Tiribaze après avoir refusé la proposition de paix offerte par Sparte. Finalement, il réussit à s'évader et à rejoindre Chypre, où il meurt en 390,.